# جمهورية الكونش

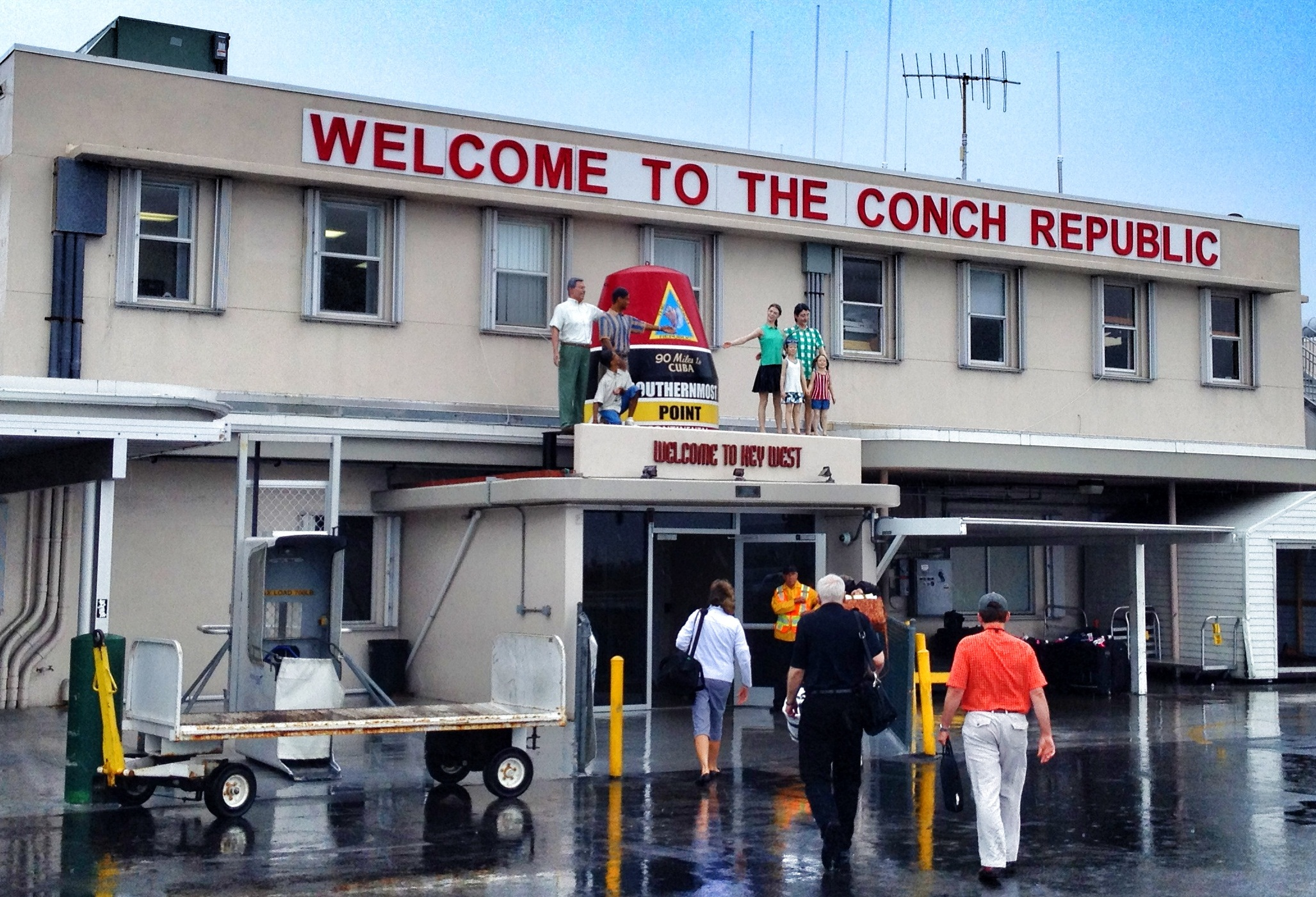
لوحة مكتوب عليها "مرحبا بكم في جمهورية الكونش" (بالإنجليزية:"WELCOME TO THE CONCH REPUBLIC") في بوابة [https://en.m.wikipedia.org/wiki/Key_West_International_Airport مطار كي ويست الدولي

جمهورية الكونش (بالإنجليزية:The conch republic) هي دولة مجهرية غير معترف بها من الأمم المتحدة أو أي دولة منضمة بها تم إعلان انفصالها "على سبيل المزاح و السخرية" من نقاط التفتيش الحدودية على الطرق في أقصي شمال ارخبيل فلوريدا كيز. واستقلت تلك الجمهورية من مدينة كي ويست بفلوريدا بالولايات المتحدة الأمريكية في 23 أبريل 1982. ومنذ ذلك الحين، تم توسيع مصطلح «جمهورية الكونش» لتشمل جميع فلوريدا كيز، أو هذا التوزيع الجغرافي للأراضي التي تقع ضمن الحدود المحددة قانونًا لمقاطعة مونرو بفلوريدا، حيث يشار إلى كي ويست كعاصمة للبلاد وجميع المناطق الواقعة شمال كي ويست باسم «الأقاليم الشمالية».بينما وصف البعض الاحتجاجات التي أطلقت شرارة إستقلال جمهورية الكونش بأن انفصالها كان على سبيل المزاح، إلا أن الدافع الحقيقي للإحتجاج هو وجود حاجز ونقطة تفتيش لدوريات الحدود الأمريكية أزعجا السكان والسياح إلى حد كبير.
تحتفل جمهورية الكونش بيوم الاستقلال كل 23 أبريل كجزء من مهرجان لمدة أسبوع من الأنشطة التي تشمل العديد من الشركات في كي ويست  إن المنظمة- «دولة التفكير ذات السيادة»، التي تسعى فقط إلى جلب المزيد من «الفكاهة والدفء والاحترام» إلى عالم في حاجة ماسة إلى الثلاثة وفقًا لأمينها العام الراحل، بيتر أندرسوه الداعم الرئيسي للسياحة في المنطقة

## التاريخ
في عام 1982، أقامت دوريات حدود الولايات المتحدة حاجزًا ونقطة تفتيش على طريق «U.S. 1» السريع (هو الطريق الوحيد الذي يوصلك من فلوريدا كيز إلي باقي الولايات) وفي جنوب مدينة فلوريدا. تم إيقاف وتفتيش المركبات بحثاً عن المخدرات والمهاجرين غير الشرعيين. واشتكى مجلس مدينة كي ويست مرارًا وتكرارًا من الإزعاج الذي يلحق بالمسافرين من وإلى كي ويست، مدعيا أنه يضر بصناعة السياحة المهمة في فلوريدا كيز. شهدت الخطوط الجوية الشرقية، التي كان لها مركز في مطار ميامي الدولي، فرصة سانحة عندما تم إنشاء حواجز الطرق؛ كانت الخطوط الجوية الشرقية في ذلك الوقت كانت هي شركة الطيران الوحيدة التي أنشأت خدمة نفاثة إلى مطار كي ويست الدولي، معتمدين على المسافرين من كي ويست إلى ميامي مفضلين الطيران بدلاً من انتظار الشرطة لتفتيش سياراتهم.
عندما لم يتم الرد على شكاوى مجلس المدينة من قبل الحكومة الفيدرالية الأمريكية وعندما فشلت محاولات الحصول على أمر قضائي ضد الحاجز في المحكمة، أعلن رئيس البلدية دينيس واردلو استقلال كي ويست في 23 أبريل 1982 كشكل من أشكال الاحتجاج لأن الحكومة الفيدرالية الأمريكية (حسب وصفه ووصف مجلس المدينة) قد أنشأت ما يعادل معبراً حدودياً كما لو كانت مدينة كي ويست أمة أجنبية ، فقد تصبح كذلك. نظرًا لأنه تمت الإشارة إلى العديد من المواطنين المحليين باسم كونشز، فقد اتخذت الأمة اسم جمهورية الكونش.
كجزء من الاحتجاج، تم إعلان دينيس واردلو رئيس الوزراء للجمهورية، والتي أعلنت الحرب ضد الولايات المتحدة بكسر شخص رغيف من الخبز الكوبي علي رأس رجل يرتدي زيًا عسكري بحريًا الذي استسلم سريعًا بعد دقيقة واحدة للرجل الذي يرتدي الزي العسكري، وقدم طلب للحصول على مليار دولار كمساعدة خارجية للدولة.
تمت دعوة مسؤولي جمهورية كونش إلى قمة الأمريكتين في ميامي في عام 1994، ودُعي ممثلو كونش رسميًا إلى حفل يوبيل فلوريدا لعام 1995.
أدى الانفصال المزيف والأحداث المحيطة به إلى دعاية كبيرة للمصاعب التي يمر بها سكان ارخبيل فلوريدا كيز وتمت إزالة الحاجز والمعبر التفتيش بعد ذلك بوقت قصير. كما أدى إلى إنشاء طريق جديد لدعم السياحة بفلوريدا كيز.

### غزوات 1995
في 20 سبتمبر 1995، أفيد أن كتيبة الشؤون المدنية 478 التابعة إلي احتياطي جيش الولايات المتحدة كان من المقرر لهم أن تجري تدريبات لمحاكاة غزو جزيرة أجنبية.كان عليهم أن يهبطوا في كي ويست ويديروا شؤونهم كما لو كان سكان الجزيرة أجانب. ومع ذلك، لم يقم أحد من تلك بإخطار مسؤولي جمهورية الكونش بالتمرين. مما سبب في رؤية فرصة أخرى للدعاية، فقرر دينيس واردلو والاشخاص الذين كانوا وراء انفصال جمهورية كونش حشد سكان الجزيرة لحرب واسعة النطاق عام 1982، وأرسل المركب الشراعي "ويسترن يونيون" لمهاجمة خفر السواحل الأمريكي ببالونات مائية وفطائر محارة وخبز كوبي معفن، واستجاب لهم خفر السواحل بخراطيم إطفاء الحريق وأنهيت المعركة بسرعة(حسب ما قيل من عسكرية الكونش)،وتم الاحتجاج على وزارة الدفاع الأمريكية على عمل هذا التمرين دون استشارة مجلس مدينة كي ويست. وأصدر قادة كتيبة الشوون المدنية 478 اعتذارًا في اليوم التالي، قائلين إنهم «نحن لا نقصد بأي حال من الأحوال تحدي سيادة جمهورية الكونش أو الطعن فيها»، وقدموا مراسم الاستسلام في 22 سبتمبر.
وأثناء إغلاق الحكومة الفيدرالية للولايات المتحدة في 1995 و 1995-1996 ، احتجاجًا على ذلك، أرسلت الجمهورية أسطولًا من زوارق البحرية الكونشية والمدنية وقوارب إدارة الإطفاء إلى نصب حصن جيفرسون الوطني بفلوريدا، الواقع في حديقة دراي تورتوغاس الوطنية، لإعادة فتحه. ووصفت العملية بأنها «غزو شامل» من قبل جمهورية الكونش.مستوحاة من جهود مؤسسة سميثسونيان لإبقاء متاحفها مفتوحة عن طريق التبرعات الخاصة، جمع السكان المحليون أموالًا خاصة للحفاظ على المتنزه قيد التشغيل (فالحديقة المغلقة ستضر بالاقتصاد المحلي المعتمد على السياحة)، لكن لم يتمكنوا من العثور على أحد لقبول الأموال وإعادة فتح المتنزه.
عندما حاول المسؤولون دخول النصب، تم الاستشهاد بهم. عندما تم الطعن في الاقتباس أمام المحكمة في العام التالي، تم إسقاط القضية الناتجة، "The United States of America v. Peter Anderson"، بسرعة.

### ضم جسر السبعة أميال

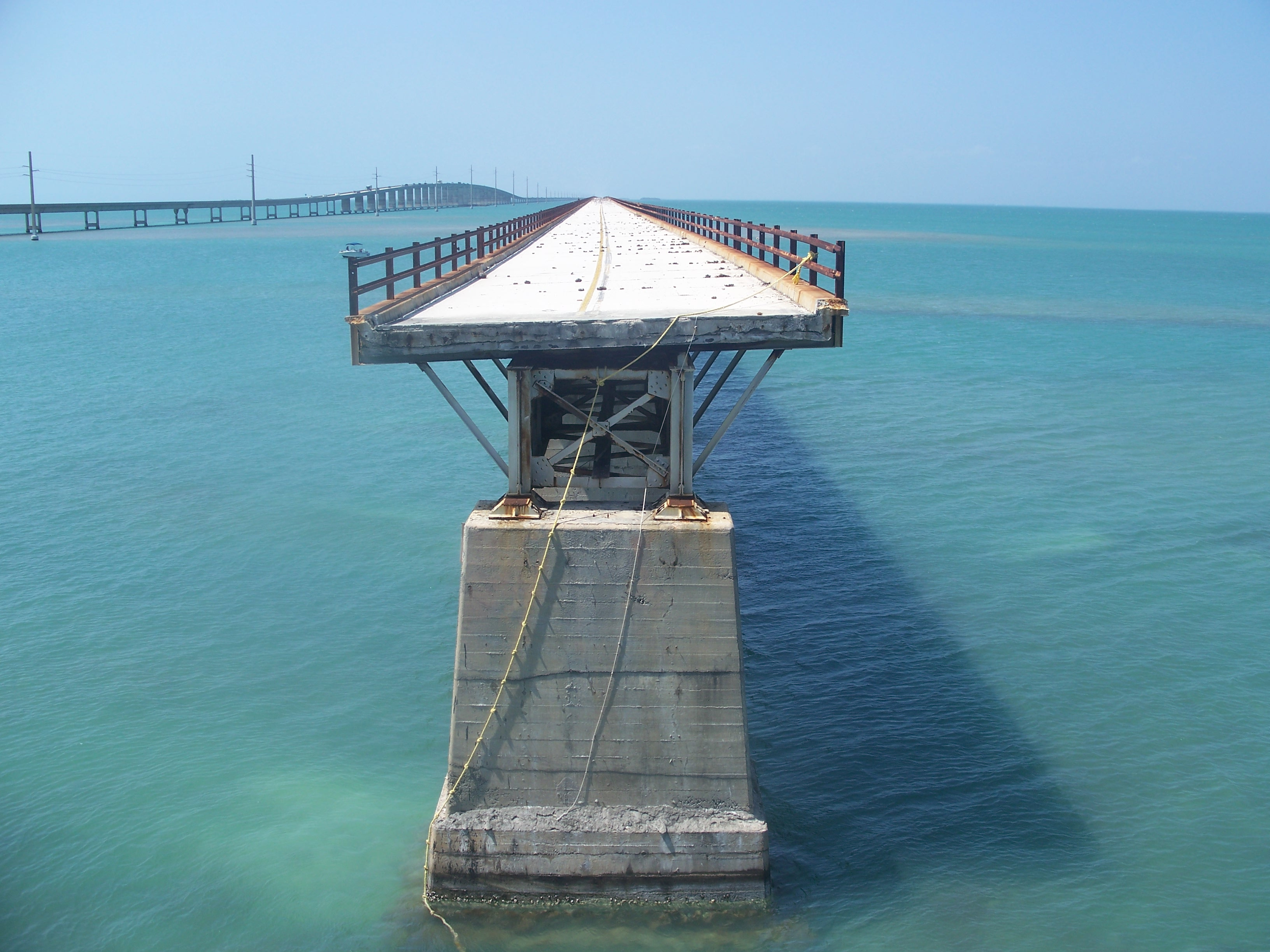
جسر سيفن مايل

في احتجاج آخر في 13 يناير 2006، زعم بيتر أندرسون (المدعى عليه في قضية حديقة دراي تورتوغاس من 1995 إلى 1996) ضم الامتداد المهجور لجسر الأميال السبعة، والذي تم استبداله بامتداد موازٍ في عام 1982 وجاءت هذه الخطوة رداً على حدث وقع مؤخراً بخصوص كوبا واللاجئين. في 4 يناير الماضي، وصل خمسة عشر لاجئًا كوبيًا إلى الجسر، ولكن تمت إعادتهم إلى كوبا من قبل حرس الحدود الأمريكي لأن الحكومة الأمريكية أعلنت الجسر موقع "الأقدام الرطبة" تحت "سياسة الأقدام الجافة ، سياسة الأقدام الجافة . كان الأساس المنطقي هو أنه نظرًا لإزالة قسمين من الامتداد ولم يعد متصلاً بالأرض، لم يكن جزءًا من الأراضي الأمريكية خاضعًا لقاعدة "الأقدام الجافة"، وبالتالي لا يمكن للاجئين البقاء.
بيتر أندرسون استغل تنصل الولايات المتحدة الواضح من الامتداد المهجور، ادعى أنها للجمهورية. وأعرب عن أمله في استخدام الجسر لسكن صديق للبيئة ميسور التكلفة. رداً على ذلك، صرح راسل شفايس، المتحدث باسم حاكم فلوريدا جيب بوش، «مع كل الاحترام لجمهورية كونش، فإن الجسر ملك لجميع سكان فلوريدا، ونحن لا نجري حاليًا مفاوضات لبيعه.» تم إبطال قرار اللجوء فيما بعد، ولكن فقط بعد إعادة اللاجئين إلى كوبا.

### التاريخ الحديث
في احتجاج آخر، بداية من عام 2008، شكلت فلوريدا كيز الشمالية بما في ذلك جزيرة كي لارجو فصلًا لجمهورية الكونش المعروفة باسم المناطق الشمالية المستقلة لجمهورية الكونش. يدعي المؤيدون أن هذا الفصل هو نتيجة الخلافات حول تعريف واستخدام مصطلح "جمهورية الكونش".
منذ بداية عام 2022 طافية أقصي نقطة جنوبية في كي ويست كتب اسم جمهورية الكونش عليها

## جوازات السفر التذكارية ولوحات تسجيل المركبات

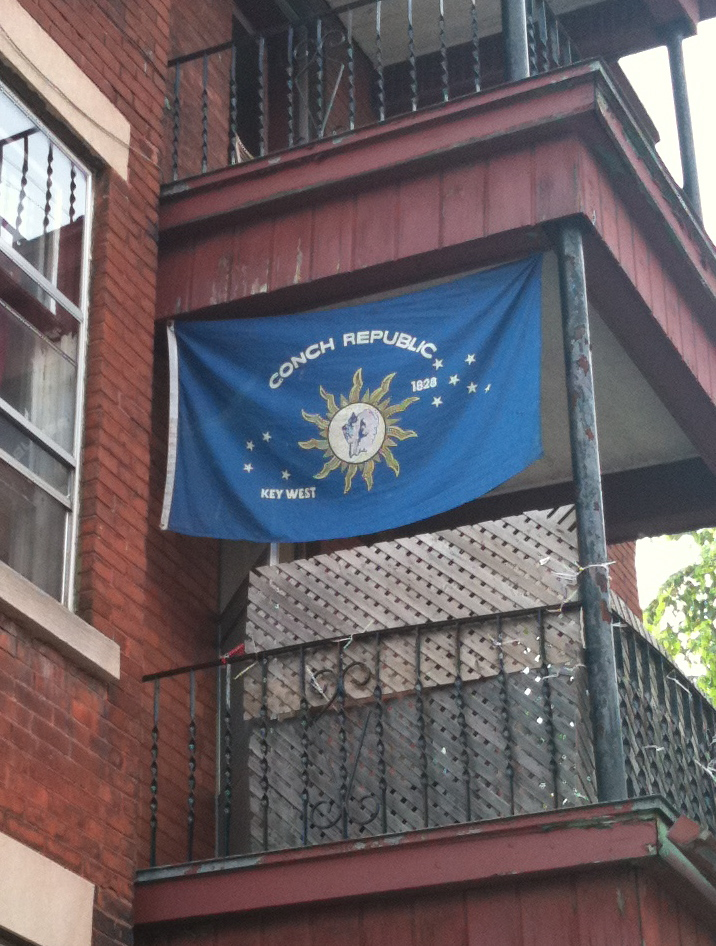
علم جمهورية كونش معلق من شرفة.

من خلال موقعها على الإنترنت، تصدر الجمهورية جواز سفر تذكاري.يتم إصدارها كتذكارات، لكن من الواضح أن البعض اشتراها معتقدين خطأً أنها وثائق سفر وهوية مشروعة. بعد وقت قصير من هجمات 11 سبتمبر، اعتقد محققو مكتب التحقيقات الفيدرالي "المعروف باسم: F.B.I." أن الارهابي محمد عطا قد اشترى جواز سفر جمهورية الكونش  من الموقع. رمز تسجيل المركبات الدولي يمكن أيضًا شراء الملصقات من البائعين في كي ويست، التي تحمل الأحرف الأولى "KW" و "CR" وهي رموز الدول للكويت وكوستاريكا، على التوالي.

## العسكرية
تحتفظ جمهورية الكونش بنشاط بالجيش والبحرية والقوات الجوية التي تتمثل واجباتها الأساسية في المساعدة في إعادة تمثيل معركة البحر العظيم عام 1982 واستعادة نصب فورت جيفرسون الوطني. تتألف بحرية جمهورية الكونش من ما لا يقل عن 10 قوارب مدنية والمركب الشراعي "وولف" تحت قيادة الأدميرال فينبار جيتلمان. يتكون الجيش من مدفعية الكونش الأولى، في حامية فورت تايلور. تمتلك القوات الجوية الكونشية أكثر من اثنتي عشرة طائرة في أسطولها. تم نقل السفينة الرئيسية واكو عام 1942 بواسطة فريد آر كاباناس، وهو طيار حيلة أسطوري وسفير لجمهورية الكونش في العروض الجوية في جميع أنحاء العالم. طارت طائرة «كونش فيوري» في سباقات رينو الجوية لعام 2005. تم إعلان فريد كاباناس قائدًا لسلاح الجو من قبل رئيس بلدية كي ويست بعد اعتراضه كوبيًا منشقًا ميكويان-جوريفيتش ميج-23 مع بيتس خاص في عام 1991. بعد وفاته في كانون الثاني (يناير) 2013،  خلف فريد ابنه ريموند كاباناس.

## النشيد الوطني
في عام 1994، كتب جو بريتز وميريلين بريتز النشيد الوطني لجمهورية كونش. تم عزفه من قبل فرقة كي لايم باي وقبلت مفوضية مدينة كي ويست تلك الأغنية بعنوان
«العمل في جمهورية الكونش» ويمكن العثور عليها على يوتيوب.

## روابط خارجية
- الموقع الرسمي لجمهورية الكونش باللغة الإنجليزية
- موقع القوات العسكرية لجمهورية الكونش باللغة الإنجليزية